# Dániel Ágnes
Dániel Ágnes, Faludiné (Faludi-Dániel Ágnes) (Budapest, 1929. április 24. – Indianapolis, USA, 1986. május 18.) biokémikus, a kémiai tudományok doktora (1975).

## Életrajza
Dániel (Deutsch) Lajos (1891–1962) könyvügynök és Bresslauer Anna (1903–1971) gyermekeként született. Első férje Steiner Tamás kőművessegéd, kitől később elvált. Második férje Faludi Béla (1909–1984) orvosbiológus, genetikus, egyetemi tanár. Leánya: Faludi Anikó.
Bár Budapesten született, a család Nagyváradon élt, 1948-ban hazatérési engedéllyel telepedtek le végleg a fővárosban.
1944-ben a nagyváradi Gerő és Győry Műlakatosáru-gyár segédmunkása, 1947-ben a nagyváradi Orsolya Rendi Leánygimnáziumban érettségizett. 1948–1950 között a budapesti Pázmány Péter Tudományegyetemen, illetve az Eötvös Loránd Tudományegyetem Természettudományi Karon biológia–kémia szakon tanult, majd 1953-ban az Agrártudományi Egyetemen agronómia szakon végzett, 1961-ben a biológiai tudományok kandidátusa, 1975-ben doktora lett.
1954-től az Eötvös Loránd Tudományegyetem származás- és örökléstani majd genetikai tanszékén dolgozott, mint tanársegéd, 1962-től adjunktus, majd docens. 1969-ben Szegedre hívták, ahol megbízást kapott a Magyar Tudományos Akadémia Szegedi Biológiai Kutató Növényélettani Intézet Fotoszintézis munkacsoportjának megszervezésére, 1971-től vezetésére.
Fő kutatási területe a növényélettanon belül a fotoszintézis, a molekuláris szerkezet és működés kapcsolatának vizsgálata. Nemzetközileg is elismert eredményeket ért el a karotinoidmutáns kloroplasztiszok összehasonlító élettana kutatásában. Több mint 50 tudományos publikációja jelent meg. Tagja volt a Magyar Tudományos Akadémia Botanikai és Biofizikai Bizottságának és a Comité International de Photobiologie-nak. Szerkesztőbizottsági tagja volt a Photosynthesis Research-nek.

## Munkássága
Növénybiokémiával, -genetikával, fotoszintézis-kutatással, elsősorban a fotoszintetikus fényhasznosítást befolyásoló, öröklődő élettani tényezők vizsgálatával foglalkozott. Nemzetközileg is jelentős eredményeket ért el a radioaktív izotópok biológiai alkalmazásainak feltárása, a fotoszintézis biokémiai-genetikai vizsgálata és a rendellenes karotinoidszintézisű, ill. karotinoidmutáns kloroplasztiszok összehasonlító élettani kutatása terén. Egyetemi oktatóként Magyarországon elsőként szervezte meg a radioaktív izotópok biológiai alkalmazását oktató gyakorlatokat. Írásait F. Dániel Ágnes és Faludi-Dániel Ágnes néven is jegyezte.

## Elismertségei
1962–1968 között a Magyar Tudományos Akadémia Botanikai Bizottsága, 1968–1986 között Biofizikai Bizottsága tagja volt. Az MTA–TMB Kísérleti Biológiai Szakbizottsága tagja volt. 1958-tól a Skandináv Növényélettani Társaság, az Amerikai Növényélettani Társaság rendes tagja volt. A KGST Pigment-protein komplex témafelelőse volt. Tagja volt a Photosynthesis Research és a Photosynthetica című nemzetközi folyóiratok szerkesztőbizottságának is.
Munkássága elismeréseként 1963-ban Akadémiai Jutalomban, 1963-ban és 1974-ben Akadémiai Pályadíjban részeesült.

## Főbb művei
- A lenfenésedés hatása a len ázási folyamatára. (Növénytermelés, 1955)
- Changes in the Organic-Acid and Amino-Nitrogen Contents of Peas and Maize during Germination. (Acta Botanica, 1957)
- Malonsav gátlás hatása genetikai albínó és zöld kukoricalevelek ketosavtartalmára. (Biológiai Közlemények, 1958)
- The Effect of Different Concentrations of 2,4- dichlorphenoxyacetatic Acid on the Growth, Amino-Acid and Alpha-Keto Acid Content of Potato Tissue Cultures. Faludi Bélával. (Acta Biologica, 1958)
- Adatok a 2,4-diklorfenoxiecetsav növényi foszforanyag-cserére gyakorolt hatásával kapcsolatban. Többekkel. (Biológiai Közlemények, 1959)
- Összehasonlító élettani vizsgálatok albínó kukorica csíranövényekben. Kandidátusi értekezés (Budapest, 1960)
- A foszfor beépülése a normális és a genetikailag albínó kukorica-csíranövények foszforfrakcióiba. Faludi Bélával, Gyurján Istvánnal. – Genetikai tényezők hatása a fény fotoszintetikus hasznosítására. Faludi Bélával, Gyurján Istvánnal. (Biológiai Közlemények, 1960)
- Genetical Pigment Lability and Its Relation to the Respiratory System in Mutants of Corn. Kelemen G.-vel. (Annales Universitatis Scientiarum Budapestinensis. Sectio Biologica, 1960)
- A szemtermés karotinoidképzési sajátosságainak öröklődése albínó kukoricában. Faludi Bélával. (Biológiai Közlemények, 1961)
- Transmission of Phosphorus-32 Incorporated by Parents into Descendants of Drosophila melanogaster. Többekkel. (Nature, 1962)
- The Role of Leucine in the Biosynthesis of Leaf Pigments in Higher Plants. (La Photosynthese, 1962)
- On the Role of Leucine in the Carotenoid Synthesis of the Chloroplasts of Higher Plants. Ehrenberg, L.-lel. (Acta Chemica Scandinavica, 1962)
- The State of Chlorophyll A in Leaves of Carotenoid Mutant Maize. Fradkin, L. I.-vel, Láng Ferenccel. (Biochemistry of Chloroplasts, 1966)
- Free and Protein-Bound Amino Acid Levels in Normal and Chloroplast Mutant Corn Leaves. Többekkel. (Annales Universitatis Scientiarum Budapestinensis. Sectio Biologica, 1966)
- A növénytermesztés alapjai. (Bp., 1968)
- Accumulation of 2,4-D an Auxin Herbicide in Tissue Cultures from 2,4-D Sensitive and Resistant Varieties of Solanum tuberosum. Többekkel. (Annales Universitatis Scientiarum Budapestinensis. Sectio Biologica, 1968)
- The Ratio of Chlorophyll A to Chlorophyll B in Normal and Mutant Maize Leaves. H. Nagy Annával, Nagy Ágnessel. (Acta Botanica, 1968)
- Chlorophyll Synthesis in Normal and Photosensitive Maize Leaves. H. Nagy Annával, Nagy Ágnessel. (Progress in Photosynthesis Research, 1969)
- P700 Oxidation and Energy Transfer in Normal Maize and in Carotenoid- Deficient Mutant. Többekkel. (Biochimica et Biophysica Acta, 1970)
- Contributions to the Conditions of Photosynthetic Activity of Lignifying Shoot Axes. Fekete Gáborral, Szujkóné Lacza Júliával. (Acta Botanica, 1970)
- Effect of Light Intensity on the Formation of Carotenoids in Normal and Mutant Maize Leaves. Többekkel. (Photochemistry, 1971)
- Circular Dichroism Spectra of System I Participles from Normal Chloroplasts and Carotenoid-Deficient Mutants of Maize. Többekkel. (Photochemistry and Photobiology, 1972)
- Karotinoidmutáns kloroplasztiszok összehasonlító élettana. Doktori értek. (Budapest, 1974)
- Proton Translocation in the Slow Rise of the Flash-induced 515 nm Absorbance Change of Intact Chloroplasts. Többekkel. (FEBS Letters, 1980)
- Stomatal Behaviour and Cuticular Properties of Maize Leaves of Different Chilling-Resistance Treatment. Többekkel. (Physiologia Plantarum, 1981)
- A fotoszintetikus pigmentek szerveződés a kloroplasztisz fénybegyűjtő- és antennakomplexében. (MTA Biológiai Tudományok Osztálya Közleményei, 1982)
- Organization of Chlorophyll A in the Light-Harvesting Chlorophyll A/B Protein Complex as Shown by Circular Dichroism. Liquid Crystall-Like. Mustárdy Lászlóval. (Plant Physiology, 1983)
- Characteristics of Herbicide Binding Sites in Photosystem 2 in Trazine-Susceptible and Resistant Amaranthus retroflexus L. Biotypes. Turcsányi Gáborral. (Photosynthetica, 1983).